# Lloyd Leith
Lloyd Raimond Leith (San Francisco, 7 dicembre 1902 – San Francisco, 30 settembre 1979) è stato un arbitro di pallacanestro e allenatore di pallacanestro statunitense, membro del Naismith Memorial Basketball Hall of Fame dal 1983 come arbitro.

## Carriera
Ha arbitrato ufficialmente in 16 campionati di basket tra il 1939 e il 1955.
Ha lavorato anche come capo allenatore alla Balboa High School (1931-36), alla George Washington High School (1936-42) e alla Mission High School (1945-72).